# ルイス・ウィグフォール
ルイス・トレゼヴァント・ウィグフォール（英:Louis Trezevant Wigfall、1816年4月21日-1874年2月18日）は、アメリカ合衆国の政治家であり、テキサス州議会、アメリカ合衆国上院およびアメリカ連合国上院の各議員を務めた。ファイアイーターと呼ばれるアメリカ合衆国からの脱退を主導するグループの一員であり、奴隷労働に基づく特権階級的農本社会の保存と拡張を提唱した。南北戦争が始まったとき、短期間南軍テキサス旅団の准将を務め、その後アメリカ連合国上院に入った。ウィグフォールは弁舌が立ち、大酒飲みという評判があり、戦闘的な性格と個人の名誉には非常な敏感さがあったので、当時の人目を引く政治家の1人となった。

## 初期の経歴

### 少青年時代
ウィグフォールはサウスカロライナ州エッジフィールドに近いプランテーションで、リーバイ・デュランとエリザ・トムソンのウィグフォール夫妻の子供として生まれた。父はエッジフィールドに来る前にはチャールストンで成功した商人だったが、1818年に死んだ。母はフランスのユグノーであるトレゼヴァント家の出身だった。母はウィグフォールが13歳の時に死んだ。兄のハムデンは決闘をして殺された。もう1人の兄アーサーは聖公会教会の司祭になった。
ウィグフォールは1834年まで保護者の家庭教育を受け、その後コロンビアにある特権階級子弟のための士官学校、ライスクリーク・スプリングス学校に1年間通った。その後バージニア大学に入学した。この期間に他の学生から受けた侮辱がもとで、ウィグフォールが行うことになる多くの決闘の最初のものが起こったが、この時は平和的に解決された。
1836年、ウィグフォールはサウスカロライナ・カレッジ（現在のサウスカロライナ大学）に入学して学業を完成させようとしたが、出席状況は安定しなかった。法律に興味を抱き、討論クラブに出席し、学生の権利に関する論文を書いた。しかし、この学生時代の大半は学業よりもキャンパスの外にある居酒屋で過ごされた。ウィグフォールはフロリダ州での第三次セミノール戦争に参戦するために3ヶ月間学業を放り出し、志願兵の中尉の階級を得た。このような回り道はあったが、ウィグフォールは1837年に大学を卒業した。その最も親密な友人と考えられた同期生にジョン・ローレンス・マニングがおり、後にサウスカロライナ州知事になった。
1839年、ウィグフォールはエッジフィールドに戻り、兄弟の法律実務を引き継いだ。この時期に遺産を浪費し、飲酒や賭け事の性癖もあって、負債が増えていった。勝手気儘な生活様式を維持するために友人から金を借り、はとこで将来の妻となるロードアイランド州のシャーロット・マリア・クロスからも借りた。シャーロットとは1841年に結婚した。しかし、田舎の弁護士としての「単なる事務仕事」ではその気性にも目的感にも合わず、期待したほど利益を生まないことが分かった。

### 暴力と政治
1840年、ウィグフォールはジョン・P・リチャードソンがジェイムズ・ヘンリー・ハモンドに対抗して知事選に出馬したのを積極的に支持し、公の場での議論の交換と侮辱に繋がった。5ヶ月間の間に1回の殴り合い、2回の決闘、3回の決闘沙汰が起こり、告発されたが殺人罪では起訴されなかった。この暴力の連続は1840年に頂点に達し、オーガスタに近いサバンナ川の島で後の下院議員プレストン・ブルックスと決闘して両腿に銃弾を受けた。ハモンドは指名争いに敗れたが、2人の頭に血が上った若者の間の論争を宥めようとした。ウィグフォールはリチャードソン知事の参謀として副官と中佐の位を受けたが、ブルックスとの事件の結末には決して満足することは無かった。
この政界における最初の襲撃とブルックス事件でウィグフォールの法律実務はダメになった。1844年のサウスカロライナ州民主党大会で代議員に選出されたが、その暴力的な性質と舞台裏のお節介が既にその若い政治的野心を運命付けていた。ウィグフォールは病気がちな幼い息子に薬代を注ぎ込み、その息子は結局死んだ。公売が後を追い、そのエッジフィールドの資産は無くなった。テキサス州にいる従兄弟で元サウスカロライナ州知事のジェイムズ・ハミルトン・ジュニアがウィグフォールの再出発を手配し、法律実務の共同経営を始めた。
ウィグフォールが決闘を好むという評判はしばしば誇張され、結婚後にそのようなことを完全に諦めたとしても終生ついて回った。しかし、ウィグフォールが決闘の作法を主張し続けたことは「地域社会の品行や作法を改善する重要な要素」になった。

### テキサス州への転身
ウィグフォールは1848年にテキサス州に到着し、テキサス州ナカドーチェスでウィリアム・B・オチルトリーの法律事務所に入り、その後はテキサス州マーシャルで落ち着いた。直ぐに政治の世界に入り、1849年から1850年はテキサス州議会下院議員を、1857年から1860年は上院議員を務めた。サム・ヒューストンとは断固たる政敵になった。1857年にヒューストンが知事選に出馬したとき、ウィグフォールはその選挙運動行脚に付いていき、ヒューストンが立ち止まる毎にその議会での経歴を攻撃し、南部に対する裏切り者と非難した。ウィグフォールはヒューストンが大統領候補になる大望があり、北部の奴隷制度廃止論者の支持を得ようとしていると主張した。
ウィグフォールはノウ・ナッシング党に対抗するために州民主党を纏めたが、敗北したときにその急進的な見解は民主党穏健派の見解の中に埋没した。ジョン・ブラウンによるハーパーズ・フェリー襲撃事件はウィグフォールとその急進的な見解を州の前面に呼び戻す効果があった。

### アメリカ合衆国上院議員
1860年、テキサス州議会はウィグフォールを第37期アメリカ合衆国議会に送り込んだ。しかし、アラバマ州のモンゴメリー会議にも代議員として出席し、この会議ではアメリカ連合国の暫定政府を創出し、ジェファーソン・デイヴィスを大統領に選出した。ワシントンD.C.では、テキサス州が1861年3月1日にアメリカ合衆国から脱退したその6日後まで上院議員であり続け、南部の大義の正しさを訴え、上院の議場であろうとキャピトルヒルのサロンであろうと北部の上院議員を叱りつけていた。このワシントンにいる間に、来るべき戦争への北部の備えを偵察し、南部に配るための武器を手配し、3月7日に仲間の上院議員から除籍されたとき、メリーランド州ボルティモアに行って新しい連合国のために徴兵を行い、その後連合国の新首都リッチモンドに行った。

## 南北戦争

### 新しい国への奉仕
敵対関係が始まるまでの期間、ウィグフォールはバージニア州など北側の南部州がアメリカ連合国に加入するのを促進するために、サウスカロライナ州のサムター砦とフロリダ州のピケンズ砦への攻撃を提唱した。
ウィグフォールはサムター砦の包囲が始まっていたチャールストンに到着した。日記文学者メアリー・チェスナットによれば、ウィグフォールは「私がこれまで見た中でも完全に幸福な」唯一の者だった。サムター砦砲撃の間P・G・T・ボーリガード将軍の副官となり、承認も無しにスキフ（小型のボート）を漕いで島の砦に向かい、砦指揮官ロバート・アンダーソン少佐に降伏を要求した。この出来事は新聞で広く報道されてその名声をさらに高めたが、その記事にはウィグフォールがボーリガード将軍と2日間話していないという重要な詳細を割愛していた。「承認された」使節が砦に到着したとき、ボーリガードが既に拒絶していた条件をウィグフォールがアンダーソンに認めていたことを知って当惑させられた。

### 旅団長
ウィグフォールは新たに掴んだ名声によって第1テキサス連隊の大佐の位を確保し、その後直ぐに南軍「テキサス旅団」の准将に昇進した。1861年から1862年に掛けての冬はバージニア州ダンフリーズの酒場に宿営している部隊の側に宿舎を採った。そこから北軍の襲撃を想定して、しばしば部隊兵を深夜に武器を持って招集を掛けた。その神経質さはウィスキーや強いリンゴ酒を嗜好することのせいにされた。勤務中であろうとなかろうと部隊兵の前で明らかに酔っているように見えることが一度ならずあった。ウィグフォールは1862年2月に除隊してアメリカ連合国上院議員に座り、後任はジョン・ベル・フッドとなった。

### アメリカ連合国上院議員
戦争の初期にウィグフォールはアメリカ連合国大統領ジェファーソン・デイヴィスと親友になった。ウィグフォールの経歴を通じた政治的盟友の場合と同様に、戦争が進行するにつれてデイヴィスとは先ず支持し続いて袂を分かつことになった。デイヴィスは徐々に強い中央政府を支持するようになったのに対し、ウィグフォールはいつまでも州の権限の提唱者であり、アメリカ連合国最高裁判所の創設を妨害し、デイヴィスの指名が州の権限を損なうようになることを恐れた。またウェストポイントの陸軍士官学校出身であり元アメリカ合衆国陸軍長官であるデイヴィスの軍事に絡む政策の多くに異議を唱え、おかしなことにセミノール戦争での自身の経験を引き合いに出した。ウィグフォールは南軍のジョセフ・ジョンストン将軍とも親友であり、将軍のために度々法案を提案した。またロバート・E・リーを南軍の総司令官にすることでは早くから提唱した者だった。

## 戦後の行動
敵対関係が終わると、ウィグフォールは偽の釈放証を持ってテキサスの部隊と共にテキサス州に逃げ帰り、1866年には亡命者としてイギリスのロンドンに渡り、そこでイギリスとアメリカ合衆国との間の紛争を扇動する陰謀を企てた。1870年にはアメリカ合衆国に戻ってコロラド州クリアクリークの鉱山を購入した。ウィグフォールはメリーランド州ボルティモアに暫く住み、1874年1月にはテキサス州ガルベストンに行った。その1ヶ月後に脳卒中のために死に、そこの聖公会墓地に埋葬されている。